# アデラ・カワイ・ソウ
アデラ･カワイ･ソウ（Adela Ka-Wai Sou, 中: 蘇嘉慧）は、マカオのモデル。ミス・インターナショナル2013に出場したことで知られる。名前のカタカナ表記はマイナビニュースの報道に従う。

## 経歴・人物
1990年頃、生まれる。
2010年、マカオを代表してMiss China Macau 2010およびThe Super Model Asian Contestに出場。後者では季軍2nd runner-upに入賞し、Miss Photogenic Awardも獲得。
2013年、留学のため来日。デザインと日本語を学びながらモデル活動も始めた。
2013年12月17日、品川プリンスホテル（東京都港区高輪）で開催された第53回ミス・インターナショナル決勝（ミス・インターナショナル2013）に出場。67の国と地域から選ばれた美女たちが優勝を争った。日頃から自身の東京体験の驚きや感動をブログやフェイスブックで発信していたことが大会関係者の目に留まり、経済産業省が推進するクールジャパンの理念にも合致することから特別賞のミス･インターネット（網絡小姐）を獲得。大会で使う写真とプロモーションビデオ（外景拍撮）は浅草仲見世商店街で撮影した。優勝はフィリピン代表のベア･ローズ･サンチャゴ、日本代表の高橋有紀子は入賞を逃した。
2018年、バルカン半島で撮影された映画『いつか、どこかで』にアデラ・ソー名義で出演。監督のリム・カーワイとは日本留学中に知り合う。同作は2021年1月23日、日本で一般公開された。